# 12週單曲連發
12週單曲連發為日本歌手倖田來未於2005年12月7日至2006年2月22日期間共12週的單曲連續發行的總稱。

## 概要
2005年12月7日到2006年2月22日的毎週星期三皆發行一張單曲，合計共12張。
單曲除了「you」、「No Regret」、「Someday/Boys♥Girls」以外，其他皆為5萬張限定生產版本。另外，限定盤的「假面 feat.石井龍也」有3種版本的同名曲。
另外，單曲的封面為世界各國的民族服飾所組合而成，將12張單曲的背面合而為一可以拼成一張特別圖片，將12張單曲的側標合而為一也可排出一張特別圖片。
12週單曲連發有連動特典於 特典網站 於2006年3月14日16時00分（JST）開設。本網站有紀念企畫12週單曲連發的特別混音專輯音樂下載，僅12張全購買者的限定特典。
12週單曲連發最終週2006年2月22日的2週後，發行「BEST～second session～」收錄本次單曲連發的歌曲。本精選輯未收錄「you」的B面曲「Sweet Kiss」、第12週雙A面單曲第2曲「Boys♥Girls」、第"00"週單曲ミュウモ（mu-mo）音樂下載限定的「BEST～second session～」第1首「Introduction to the second session」的完整版「Get It On」。
本連發獲得「スペースシャワーTV」舉辦的「SPACE SHOWER Music Video Awards'07」特別賞得獎。

## 12週單曲連發內容
| 週 | 標題                   | 發行日         | 備註                                  |
| -- | ---------------------- | -------------- | ------------------------------------- |
| 01 | you                    | 2005年12月7日  | 單曲封面主題・阿拉斯加                |
| 02 | Birthday Eve           | 2005年12月14日 | 單曲封面主題・美國/5萬張限定生產盤    |
| 03 | D.D.D. feat. SOULHEAD  | 2005年12月21日 | 單曲封面主題・倫敦/5萬張限定生產盤    |
| 04 | Shake It Up            | 2005年12月28日 | 單曲封面主題・巴西/5萬張限定生產盤    |
| 05 | Lies                   | 2006年1月4日   | 單曲封面主題・中國/5萬張限定生產盤    |
| 06 | feel                   | 2006年1月11日  | 單曲封面主題・西班牙/5萬張限定生產盤  |
| 07 | Candy feat.Mr. Blistah | 2006年1月18日  | 單曲封面主題・非洲/5萬張限定生產盤    |
| 08 | No Regret              | 2006年1月25日  | 單曲封面主題・印度                    |
| 09 | 現在就要               | 2006年2月1日   | 單曲封面主題・法國/5萬張限定生產盤    |
| 10 | 假面 feat.石井龍也     | 2006年2月8日   | 單曲封面主題・夏威夷/5萬張限定生產盤  |
| 11 | WIND                   | 2006年2月15日  | 單曲封面主題・義大利/5萬張限定生產盤  |
| 12 | Someday/Boys♥Girls     | 2006年2月22日  | 單曲封面主題・日本                    |
|    |                        |                |                                       |
| 00 | Get It On              | 2006年3月1日   | 單曲封面主題・阿拉伯/音樂下載限定樂曲 |

各單曲的詳細資料請點擊連結

## 補充
- 「Candy feat.Mr.Blistah」、「you」、「feel」、「Lies」、「Someday」5首為故事性系列音樂錄影帶。本系列請到了塚本高史、忍成修吾、尚玄等3人擔任演出。
- 限定生産盤中有9張於發行前完全賣出。另外初回盤限定特典網站的登錄密碼封入的單曲「you」、「No Regret」、「Someday」的初回盤入手困難，於拍賣網站掀起數倍的高價。
- 全作品皆進入OriconTOP10，其中「you」、「feel」獲得第1名。

## 資料來源
日本維基百科 12週連続シングルリリース（页面存档备份，存于）